# Sidney (Montana)
Sidney es una ciudad ubicada en el condado de Richland, al este del estado estadounidense de Montana, junto a la frontera con Dakota del Norte. En el Censo de 2010 tenía una población de 5191 habitantes y una densidad poblacional de 748,42 personas por km². Se encuentra a la orilla del Yellowstone, cerca de su desembocadura en el río Misuri.

## Geografía

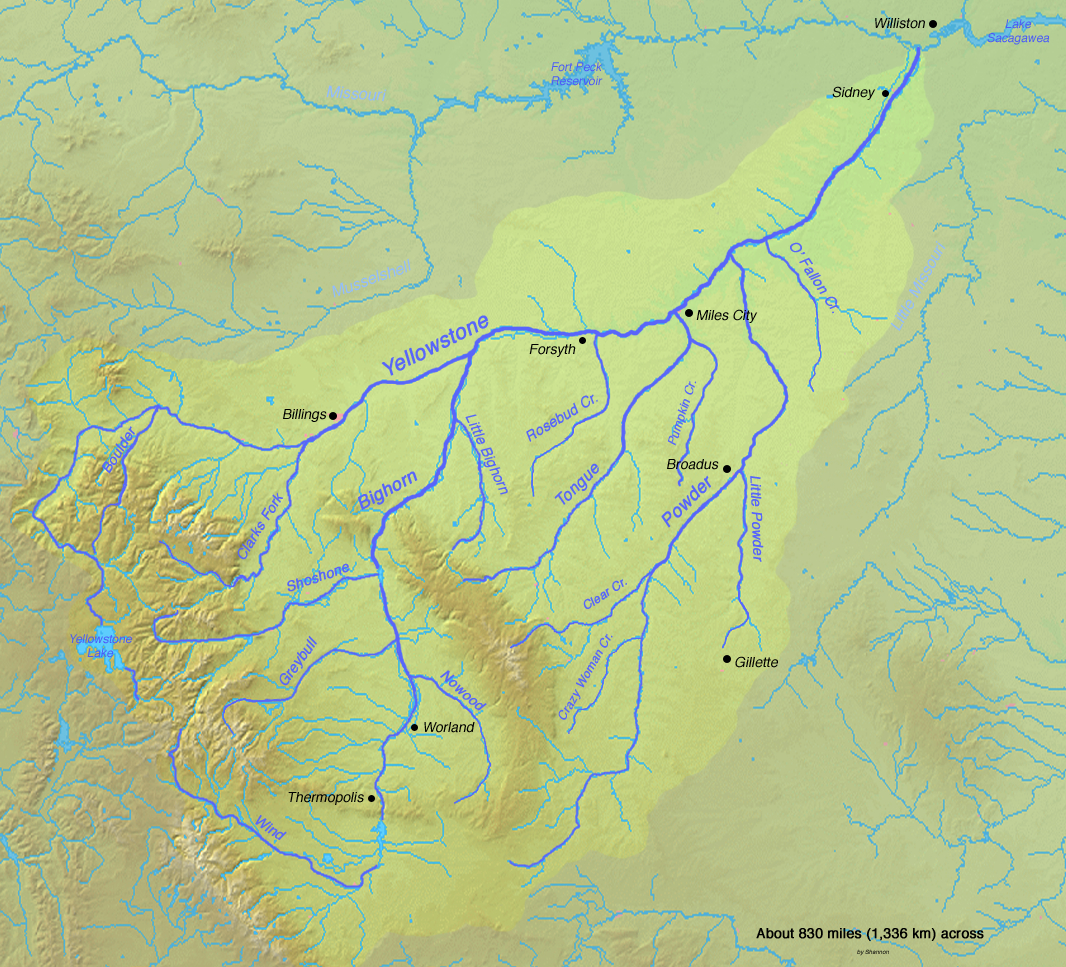
Sidney en un mapa del río Yellowstone

Sidney se encuentra ubicada en las coordenadas 47°42′48″N 104°10′7″O / 47.71333, -104.16861. Según la Oficina del Censo de los Estados Unidos, Sidney tiene una superficie total de 6.94 km², de la cual 6.89 km² corresponden a tierra firme y (0.67%) 0.05 km² es agua.

## Demografía
Según el censo de 2010, había 5191 personas residiendo en Sidney. La densidad de población era de 748,42 hab./km². De los 5191 habitantes, Sidney estaba compuesto por el 94.88% blancos, el 0.06% eran afroamericanos, el 1.83% eran amerindios, el 0.39% eran asiáticos, el 0% eran isleños del Pacífico, el 0.67% eran de otras razas y el 2.18% pertenecían a dos o más razas. Del total de la población el 3.45% eran hispanos o latinos de cualquier raza.